# Rumleh bint Abi-Sufyan
Rumleh bint Abi-Sufyan (arabe : رُمْلَة بِنْت أَبِي سُفْيَان), aussi connue comme Umm Habiba (أُمّ حَبِيبَة) et Oumm Habiba, née vers 594 à La Mecque et morte vers 665 à Médine, est une des épouses de Mahomet.

## Biographie traditionnelle
Umm Habiba est la veuve du frère de Saynab, 'Ubaydallāh b. Jahsh, avec qui elle avait émigré en Abyssinie. Elle épousa Mahomet vers 628 à son retour de Khaybar. Elle meurt vers 665.